# 湖南桤叶树
湖南桤叶树（学名：[Clethra sleumeriana] 错误：{{Lang}}：文本有斜体标记（帮助））为桤叶树科桤叶树属下的一个种。

## 扩展阅读
- 維基物種上的相關：湖南桤叶树